# 路易丝·汉松
路易丝·玛丽亚·汉松（瑞典語：Louise Maria Hansson，1996年11月24日—）是一名瑞典女子游泳运动员，主攻自由泳和蝶泳。她的父亲Lars-Olof、妹妹索菲和弟弟Gustaf都是游泳选手。她在2001年时受父亲的影响开始参加游泳课。2016年至2020年间，她在南加州大学修读工商管理专业，并代表该校参加美国校际比赛。2020年毕业后，她进入羅浮堡大學攻读国际商务专业硕士学位。